# Florence Sauval
Florence Sauval, född 23 september 1964 i Besançon, är en fransk före detta handbollsspelare. Hon är nu professionell handbollstränare. Sedan 2017 har hon varit tränare för damklubben Saint-Amand-les-Eaux Porte du Hainaut.

## Spelarkarriär
Florence Sauval spelade först för ESBF Besançons trupp säsongen 1982/1983. Klubben hade just gått samman med AS Chemaudin, och blivit uppflyttad till första divisionen föregående säsong. 1988 fick hon vinna sin första titel i Frankrike med  ESBF Besançon. Hon slutade 1988 på fjärde plats i skytteligan i mästerskapet med 103 gjorda mål.
1992 började hon spela för ASPTT Metz. Hon tillhörde klubben i två år och vann två franska mästerskap och franska cupen en gång 1994. Hon skrev sedan kontrakt med i klubben i  Dijon. Efter två år 1994-1996 i Dijon återvände hon till Besançon. Efter två år där avslutade hon sin spelarkarriär med en sista fransk titel 1998.
Hon spelar för franska landslaget 1985-1997 i 183 matcher och står för över 300 mål i landslaget. Landslaget tillhörde inte då världseliten och hon har inga stora internationella meriter förutom en silvermedalj i Medelhavsspelen 1993.

## Tränarkarriär
I slutet av sin spelarkarriär började hon en karriär som tränare. 2011 övertog hon tränarsysslan för Besançons damlag efter att innan ha tränat klubbarna Pontarlier , Nantes , ASUL Vaulx-en-Velin och Abbeville. 
2014 började hon träna Besançons herrlag som assisterande tränare. Efter två säsonger förnyades inte hennes kontrakt med Besançon och hon skrev på för Fleury Loiret HB, som assistent till den nya tränaren Christophe Cassan. Året efter 2017 blev hon chefstränare för handbollsklubben Saint-Amand-les-Eaux Porte du Hainaut. Klubben slutade trea  i franska andraligan 2017-2018 och nådde LNH Division 1 för damer Klubben degraderades dock efter 25 förluster på 28 matcher.

## Meriter i klubblag
- 4 ligatitlar i Frankrike 1988 och 1998 med ES Besançon och 1993 och 1994 med ASPTT Metz
- i Coupe de France 1994 med ASPTT Metz